# Шлюпи типу «Біттерн»
Шлюпи типу «Біттерн» (англ. Bittern class sloops) — клас військових кораблів з 3 шлюпів, вироблених британськими суднобудівельними компаніями з 1934 по 1936 рік. Шлюпи цього типу перебували на озброєнні ескортних сил Королівського військово-морського флоту Великої Британії і активно діяли в ході бойових дій Другої світової війни, зокрема під час охорони атлантичних конвоїв.

## Опис
Кораблі типу «Біттерн» будувалися як легкі ескортні кораблі великої дальності з обмеженими протиповітряними спроможностями. Вони були оснащені стабілізаторами Денні-Брауна і системою управління вогнем HACS.
Загалом було побудовано три шлюпи: «Енчантресс» (спочатку називався «Біттерн», але перед спуском на воду в 1934 році був перейменований), «Сторк» і «Біттерн». «Енчантресс» був першим у своєму класі і будувався як озброєна адміральська яхта. Озброєння складалося з двох одиночних 4,7-дюймових гармат у носовій частині і чотирьох 3-фунтових салютних гармат. Зенітне озброєння і третя, кормова, 4,7-дюймова гармата були встановлені на початку війни.
Після завершення будівництва «Сторк» не мав корабельного озброєння, але з шістьма 4-дюймовими гарматами на борту, а також зенітним і протикорабельним озброєнням; він служив як розвідувальне судно на Далекому Сході. Основне озброєння було додано на початку війни.
«Біттерн» був добудований за проектом, з тим же озброєнням, що і «Сторк»
Проєкт послужив основою для шлюпів класу «Ігрет» і «Блек Свон».

## Представники
Позначення
| № | Корабель     | Виготовлювач                                                     | Номер вимпелу | На честь  | Закладено      | Спущено        | У строю         | Статус                                                                              |
| - | ------------ | ---------------------------------------------------------------- | ------------- | --------- | -------------- | -------------- | --------------- | ----------------------------------------------------------------------------------- |
| 1 | «Енчантресс» | John Brown Shipbuilding & Engineering Company Limited, Клайдбанк | L56           | Чародійка | 9 березня 1934 | 21 жовтня 1934 | 8 квітня 1935   | 1952 року списаний на брухт                                                         |
| 2 | «Сторк»      | William Denny and Brothers, Дамбартон                            | L81           | Лелека    | 19 червня 1935 | 21 квітня 1936 | 10 вересня 1936 | у 1958 році проданий на брухт                                                       |
| 3 | «Біттерн»    | J. Samuel White, Коуз                                            | L07           | Бугай     | 27 серпня 1936 | 14 липня 1937  | 15 березня 1938 | 30 квітня 1940 року потоплений пікіруючими бомбардувальниками Ju 87 поблизу Намсуса |